# Puma pardoides
Puma pardoides ist eine ausgestorbene Art aus der Familie der Katzen (Felidae), die im frühen Pleistozän in Eurasien vorkam.
Puma pardoides wurde erstmals im Jahr 1846 unter dem Namen Felis pardoides von Richard Owen in England beschrieben. Erst kürzlich wurde erkannt, dass sie mit der Art Viretailurus schaubi (ursprünglich Panthera schaubi) identisch sein dürfte und tatsächlich in die Gattung der Pumas (Puma) einzureihen ist. Puma pardoides ist vom Beginn bis zum Ende des frühen Pleistozän, vor 2.100.000 bis 800.000 Jahren in Europa, Georgien und Zentralasien (Mongolei) nachgewiesen. In Deutschland kam die Art vor etwa einer Million Jahren vor, fossile Überreste wurden in Untermaßfeld gefunden. Im Gegensatz dazu sind Pumas frühestens vor 400.000 Jahren in Amerika nachgewiesen. Man nimmt daher an, dass die Gattung Puma von Eurasien her kommend Amerika besiedelte, wo der heutige Puma noch immer lebt.
Puma pardoides war ähnlich groß, teilweise etwas größer als ein heutiger Puma. Das Exemplar aus Untermaßfeld wird auf 40–45 kg geschätzt, Männchen aus dem frühesten Pleistozän Europas dürften sogar 60–100 kg auf die Waage gebracht haben. Zu den typischen Beutetieren zählten vermutlich kleinere und mittelgroße Huftiere, wie der Hirsch Cervus nestii, Rehe (Capreolus) und Wildschweine (Sus scrofa). Auch die Kälber von größeren Hirscharten, wie Eucladoceros kommen als mögliche Beute in Frage. Zeitgleich kamen mehrere andere große Katzen in Europa vor, denen der Europäische Puma sicher unterlegen war. Darunter waren Panthera gombaszoegensis sowie die großen Säbelzahnkatzen Megantereon und Homotherium.